# Marchand de chevaux

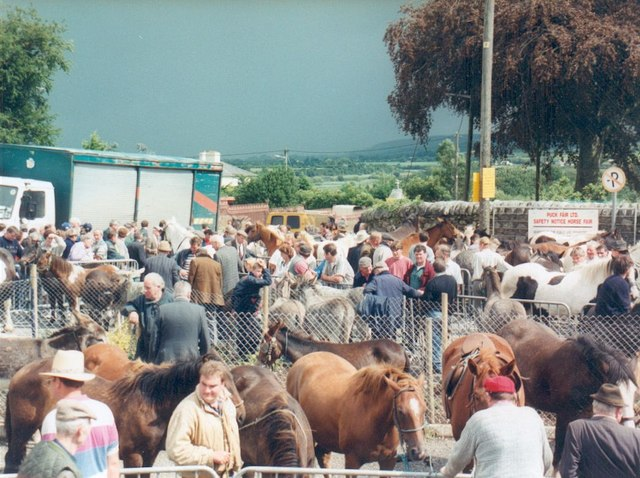
Marché aux chevaux en Irlande.

Un marchand de chevaux, ou maquignon, est un intermédiaire entre éleveurs et cavaliers. Il choisit des chevaux, les évalue, négocie leurs prix et présente ces animaux à la vente. Il doit posséder une excellente connaissance des chevaux et une bonne maîtrise de la vente, de la communication et de la fiscalité. Historiquement, les marchands de chevaux avaient souvent mauvaise réputation, en raison des arnaques perpétrées par certains d'entre eux. Cet état de fait est à l'origine du sens négatif donné au mot « maquignon » à partir du XVIe siècle, et d'un nombre important de caricatures et vaudevilles qui les présentent en mauvaise part.

## Définition

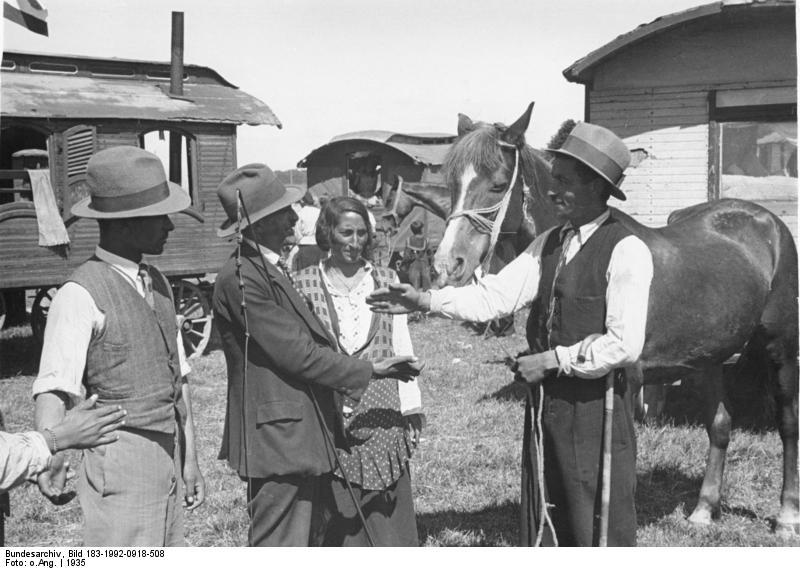
Négociation avec un marchand sur un marché aux chevaux à Wehlau, en Allemagne, 1935.

Un marchand de chevaux est un intermédiaire entre les éleveurs de chevaux et les cavaliers qui les montent, dont le métier est de valoriser des chevaux pour les revendre, que ce soit dans le pays où il exerce ou dans un pays étranger. Ainsi, il recherche et négocie les chevaux les plus adaptés, suit leur carrière et donne des conseils aux acheteurs. En France, les marchands de chevaux exercent généralement dans le commerce du cheval de sport. En évoluant dans leur carrière, ils peuvent devenir courtiers.
Le mot « maquignon » est un synonyme de « marchand de chevaux », mais ce terme revêt très souvent une connotation négative. En effet, le mot « maquignon » peut aussi désigner un marchand de chevaux peu scrupuleux,. Le métier qu'il exerce s'appelle le « maquignonnage ».

## Histoire

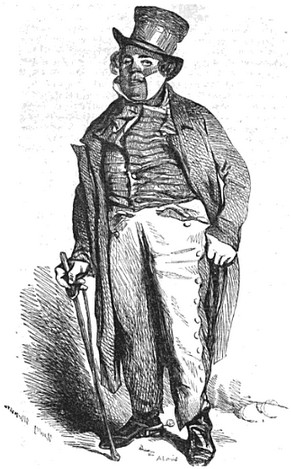
Caricature d'un maquignon dans Les Français peints par eux-mêmes, volume 2, Lécrivain et Toubon, 1860, p. 220.

Jusqu'au milieu du XXe siècle dans les sociétés occidentales, le commerce des chevaux revêtait une importance majeure. Il fait d'ailleurs l'objet de très nombreuses publications. Parmi les compétences importantes nécessaires au marchand se trouve la détermination de l'âge de l'animal par examen des dents, le résultat étant nommé « âge commercial ». Il peut présenter une différence de l'ordre de un à trois ans avec l'âge réel du cheval. Par ailleurs, cette technique n'est fiable que pour estimer l'âge d'un cheval jusqu'à 8 ans. Les fraudes régulières des marchands de chevaux, qui tentent de vendre de vieux chevaux plus cher en les faisant passer pour jeunes, ont donné naissance à la connotation négative du mot « maquignon » dans le langage populaire français, au XVIe siècle.
Ainsi, le Dictionnaire de l'Académie française distingue le « bon maquignon » de l'« homme qui se mêle de revendre, de troquer et de raccommoder des chevaux ».

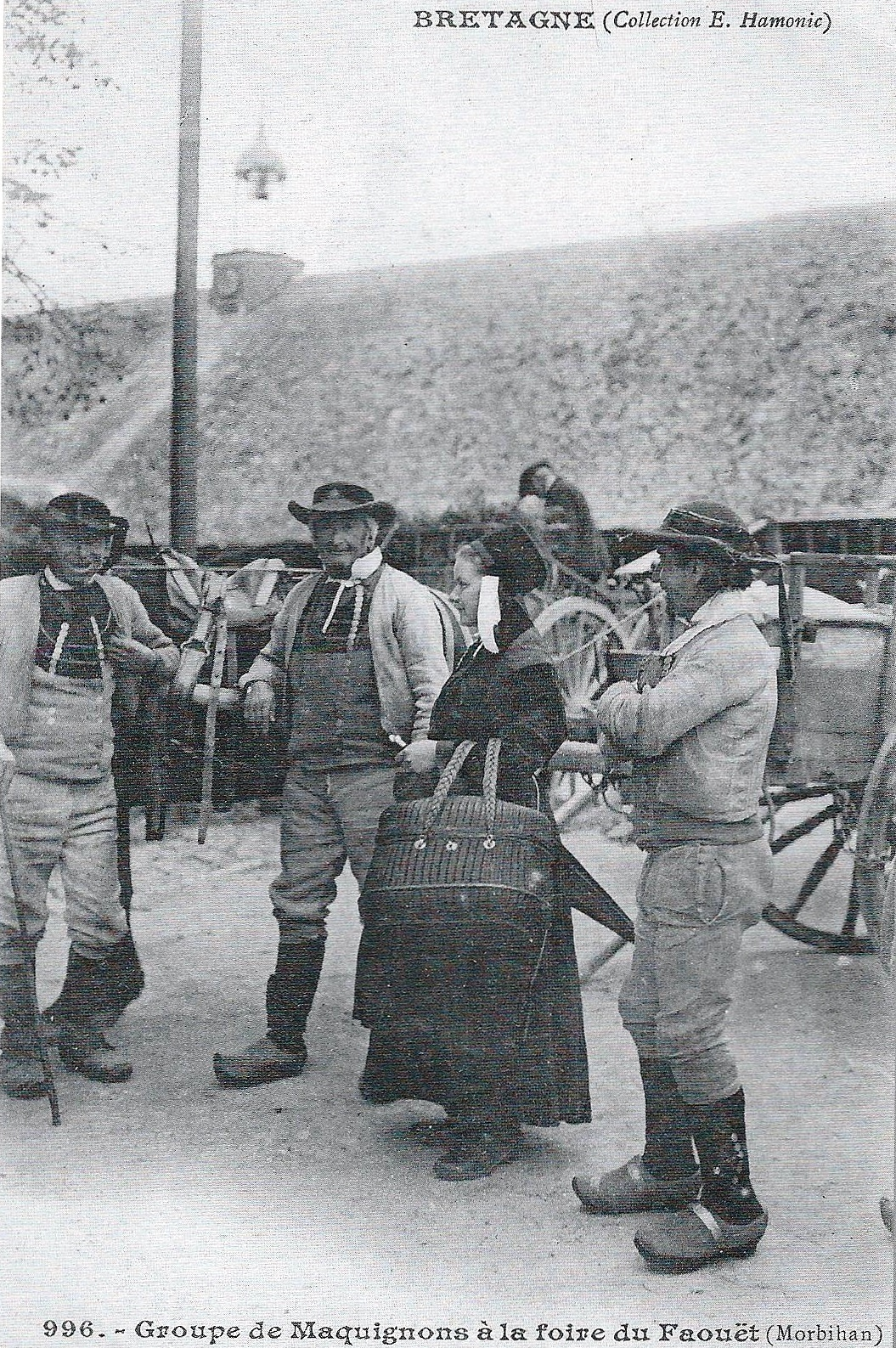
Groupe de maquignons à la foire du Faouët vers 1930 (carte postale Émile Hamonic).

## Formation
En France, bien qu'aucun diplôme ne soit nécessaire pour devenir marchand de chevaux, il existe une licence professionnelle en commercialisation des produits équins pour se former à ce métier.

## Culture

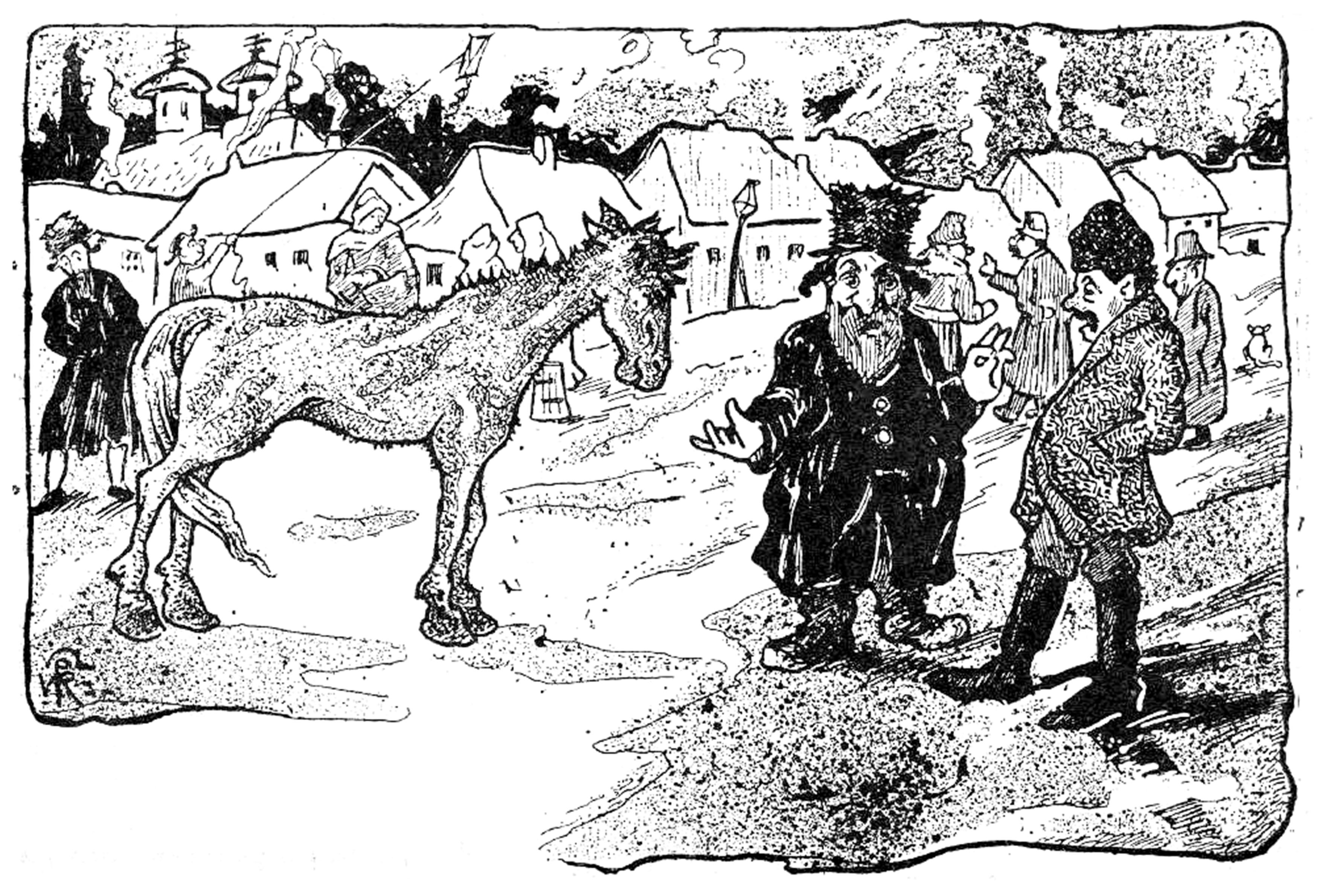
Caricature roumaine de deux marchands de chevaux, exploitant des stéréotypes ethniques (le Juif dit qu'il s'agit d'un très bon cheval que l'on peut vendre cher, le Roumain lui répond qu'il l'a volé).

Ce métier a inspiré diverses productions culturelles : caricatures, textes parodiques courts, ainsi qu'un vaudeville au XIXe siècle. Ces productions présentent généralement les marchands de chevaux en mauvaise part.

« Il y a une autre espèce de maquignon, le maquignon véritable et primitif, le maquignon brocanteur; celui qui n'a pas de domicile connu, mais que l'on trouve partout où il y a un cheval à acheter. Celui-là n'est plus comme le marchand de chevaux une espèce de poussah aux jambes courtes, aux joues tombantes, à la face écarlate, marchant carrément et plein d'une haute opinion de sa personne ; c'est au contraire un homme fluet, sec, maigre, toujours courant, toujours trottant, ce qui nuit à l'embonpoint qu'il pourrait retirer d'une digestion plus tranquille, et le rend efflanqué comme un lévrier de petite maîtresse. »

— Albert Dubuisson, Le Maquignon